# Maurice Letchford
Maurice E. Letchford (27. august 1908 i Pretoria i Sydafrika – 15. august 1965) var en canadisk bryder som deltog i de olympiske lege 1928 i Amsterdam.
Letchford vandt en bronzemedalje i brydning under OL 1928 i Amsterdam. Han kom på en tredje plads i vægtklassen weltervægt, i fristil bagefter Arvo Haavisto fra Finland og Lloyd Appleton fra USA. Der var seks vægtklasser i den græsk-romerske stil og syv i fristil.